# Control d'accés

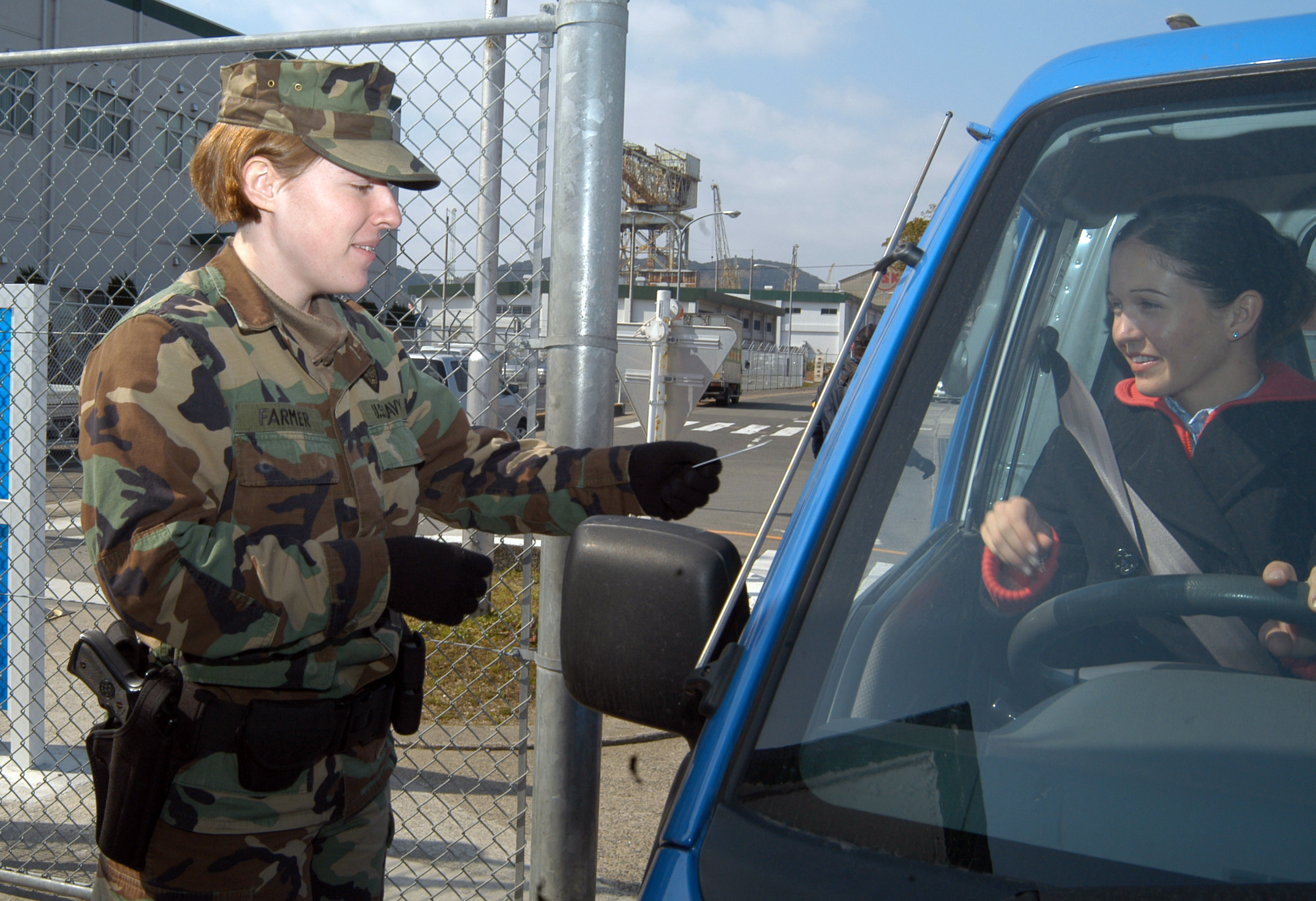
Un soldat permet a un conductor l'entrada a una base militar.

El control d'accés consisteix en el protocol per a verificar si una entitat (una persona, un ordinador, etc.) que sol·licita accés a un recurs té els drets necessaris per accedir-hi.
Un control d'accés ofereix la possibilitat d'accedir a recursos físics (per exemple, a un edifici, a un local, a un país) o lògics (per exemple, a un sistema operatiu o a una aplicació informàtica específica).
Els sistemes de control d'accés, a més, ens permeten fer un seguiment de les entrades i sortides del personal o qualsevol dels usuaris que han passat per aquell punt físic d'accés.

## Components

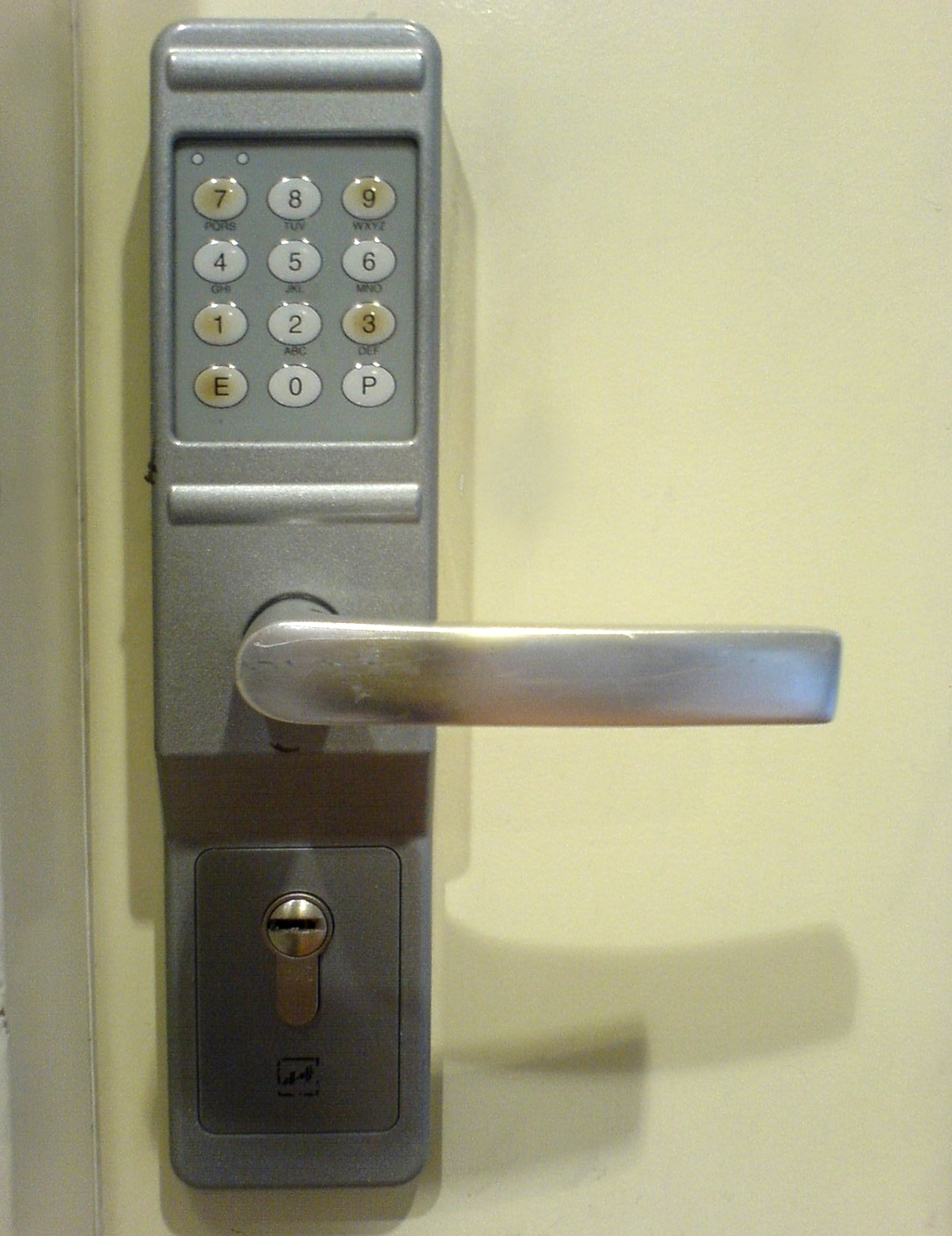
Control d'accés físic per codi de bloqueig

El control d'accés generalment inclou tres components:
- Un mecanisme d'autenticació de l'entitat (per exemple, contrasenya, una mapa, una clau, una biomètrica, ...). Aquest mecanisme no és útil en si mateix, però és essencial per al funcionament dels dos següents:[2]
- Un mecanisme d'autorització (l'entitat pot ser autenticada, però pot-ser no té el dret d'accedir a aquest recurs en un moment donat).
- Un mecanisme de traçabilitat: de vegades el mecanisme d'autorització pot ser insuficient per garantir que l'entitat té el dret d'accés a aquest recurs (respecte a un procediment, a l'horari d'accés...), la possibilitat de traçar-ho amb un registre compensa aquesta manca mitjançant la introducció d'una mena d'espasa de Dàmocles responsabilitzant a les entitats. També serveix si es desitja identificar a posteriori al responsable d'una acció.

Avui dia, cada vegada hi ha més demanda per part de les empreses per poder rastrejar l'accés als seus ordinadors usant una Notificació de Drets d'accés.